# Zorzines longipennata
Zorzines longipennata är en fjärilsart som beskrevs av Inoue 1988. Zorzines longipennata ingår i släktet Zorzines och familjen nattflyn. Inga underarter finns listade i Catalogue of Life.